# 13e cérémonie des San Francisco Film Critics Circle Awards
La 13e cérémonie des San Francisco Film Critics Circle Awards (SFFCC Awards), décernés par la San Francisco Film Critics Circle, a eu lieu le 14 décembre 2014, et a récompensé les films réalisés dans l'année,.

## Palmarès

### Meilleur film
- Boyhood
  - Birdman
  - Imitation Game (The Imitation Game)
  - Under the Skin
  - Whiplash

### Meilleur réalisateur
- Richard Linklater pour Boyhood
  - Alejandro González Iñárritu pour Birdman
  - Wes Anderson pour The Grand Budapest Hotel
  - Mike Leigh pour Mr. Turner
  - Jonathan Glazer pour Under the Skin

### Meilleur acteur
- Michael Keaton pour le rôle de Riggan Thomson dans Birdman
  - Benedict Cumberbatch pour le rôle d'Alan Turing dans Imitation Game (The Imitation Game)
  - Jake Gyllenhaal pour le rôle de Lou Bloom dans Night Call (Nightcrawler)
  - Eddie Redmayne pour le rôle de Stephen Hawking dans Une merveilleuse histoire du temps (The Theory of Everything)
  - Timothy Spall pour le rôle de J.M.W. Turner dans Mr. Turner

### Meilleure actrice
- Julianne Moore pour le rôle d'Alice dans Still Alice
  - Essie Davis pour le rôle d'Amelia dans Mister Babadook (The Babadook)
  - Marion Cotillard pour le rôle de Sandra dans Deux jours, une nuit
  - Scarlett Johansson pour le rôle de Laura dans Under the Skin
  - Reese Witherspoon pour le rôle de Cheryl Strayed dans Wild

### Meilleur acteur dans un second rôle
- Edward Norton pour le rôle de Mike Shiner dans Birdman
  - Ethan Hawke pour le rôle de Mason Sr. dans Boyhood
  - Mark Ruffalo pour le rôle de Dave Schultz dans Foxcatcher
  - Gene Jones pour le rôle de Père dans The Sacrament
  - J. K. Simmons pour le rôle de Terence Fletcher dans Whiplash

### Meilleure actrice dans un second rôle
- Patricia Arquette pour le rôle d'Olivia dans Boyhood
  - Emma Stone pour le rôle de Sam Thomson dans Birdman
  - Agata Kulesza pour le rôle de Wanda Gruz dans Ida
  - Jessica Chastain pour le rôle d'Anna Morales dans A Most Violent Year
  - Tilda Swinton pour le rôle de Mason dans Snowpiercer, le Transperceneige (설국열차)

### Meilleur scénario original
- Birdman – Alejandro González Iñárritu, Alexander Dinelaris, Armando Bo et Nicolas Giabone
  - Boyhood – Richard Linklater
  - The Grand Budapest Hotel – Wes Anderson
  - A Most Violent Year – J. C. Chandor
  - Mr. Turner – Mike Leigh
  - Whiplash – Damien Chazelle

### Meilleur scénario adapté
- Inherent Vice – Paul Thomas Anderson
  - Gone Girl – Gillian Flynn
  - Imitation Game (The Imitation Game) – Graham Moore
  - Snowpiercer, le Transperceneige (설국열차) – Bong Joon-ho et Kelly Masterson
  - Wild – Cheryl Strayed et Nick Hornby

### Meilleurs décors
- The Grand Budapest Hotel – Adam Stockhausen
  - Birdman – Kevin Thompson
  - Inherent Vice – David Crank
  - Mr. Turner – Suzie Davies
  - Snowpiercer, le Transperceneige (설국열차) – Ondrej Nekvasil

### Meilleure photographie
- Ida – Łukasz Żal et Ryszard Lenczewski
  - Birdman – Emmanuel Lubezki
  - The Grand Budapest Hotel – Robert Yeoman
  - Mr. Turner – Dick Pope
  - Under the Skin – Daniel Landin

### Meilleur montage
- Boyhood – Sandra Adair
  - Birdman – Douglas Crise et Stephen Mirrione
  - Inherent Vice – Leslie Jones
  - Under the Skin – Paul Watts
  - Whiplash – Tom Cross

### Meilleur film en langue étrangère
- Ida  Pologne
  - A Girl Walks Home Alone at Night  Iran
  - Deux jours, une nuit  Belgique
  - Les Nouveaux Sauvages (Relatos salvajes)  Argentine
  - Snow Therapy (Turist)  Suède

### Meilleur film d'animation
- La Grande Aventure Lego (The Lego Movie)
  - Les Boxtrolls (The Boxtrolls)
  - Le Conte de la princesse Kaguya (かぐや姫の物語)
  - Dragons 2 (How to Train Your Dragon 2)
  - Les Nouveaux Héros (Big Hero 6)

### Meilleur film documentaire
- Citizenfour
  - Finding Vivian Maier
  - Jodorowsky's Dune
  - Life Itself
  - The Overnighters

### Marlon Riggs Award
(for courage & vision in the Bay Area film community)
- Joel Shepard

### Special Citation
- The One I Love